# FoxBox
Fox Box fue un bloque estadounidense de la cadena Fox,en reemplazo de Fox Kids.     
El bloque fue lanzado el 14 de septiembre de 2002 bajo el nombre de "Fox Box", una empresa conjunta entre Fox Broadcasting Company y 4Kids Entertainment, reemplazando a Fox Kids. La red Fox Kids se tenía que descontinuar por la compra en 2001 de Fox Family Worldwide por The Walt Disney Company (que dio lugar a la mayor parte del contenido que se presenta en el bloque, incluyendo los producidos por Fox Kids Worldwide y su copropietario Saban Entertainment, siendo absorbida por la unidad de sindicación de Disney Buena Vista Television). 4Kids Entertainment era totalmente responsable por el contenido del bloque y recoge todos los ingresos publicitarios acumulados de ella. Sin embargo el contenido, el departamento de las normas y prácticas de Fox sigue siendo manejado la aprobación y la responsabilidad de la edición de la serie para cumplir con los estándares de emisión.
El bloque de programación se transmitía al aire en las mañanas de los sábados en la mayoría de las áreas de los Estados Unidos, aunque algunas estaciones transmitian los domingos (a menudo debido a conflictos de programación resultantes de la emisión de bloques en las estaciones afiliadas a otras redes de menor importancia que tenían bloques de programa de sus propios hijos que competían con Fox Box / 4Kids TV, incluyendo Kids' WB en The WB, y más tarde The CW, y para su primer año.
El bloque fue remplazado por 4Kids TV, que era de control total de 4Kids Entertainment, el 19 de febrero de 2005.
En octubre de 2007, 4Kids Entertainment anunció una alineación los sábado por la mañana que compiten con The CW ; el nuevo bloque, The CW4Kids (más tarde rebautizado Toonzai, con el nombre original convertirse en una marca secundaria), debutó el 24 de mayo de 2008, en sustitución de bloques de programación Kids WB' —que se había llevado a The CW de uno de sus predecesores, el BM, cuando se puso en marcha en septiembre de 2006—.

## Programación
- Yu-Gi-Oh!
- Sonic X
- One Piece
- Winx Club
- Pokémon
- Kirby
- Shaman King
- F-Zero GP Legend
- Back to the Future[2][3]